# Volkswagen Jetta I
Para una vista general de todas las generaciones. Véase Volkswagen Jetta

## Primera generación (1979-1984)

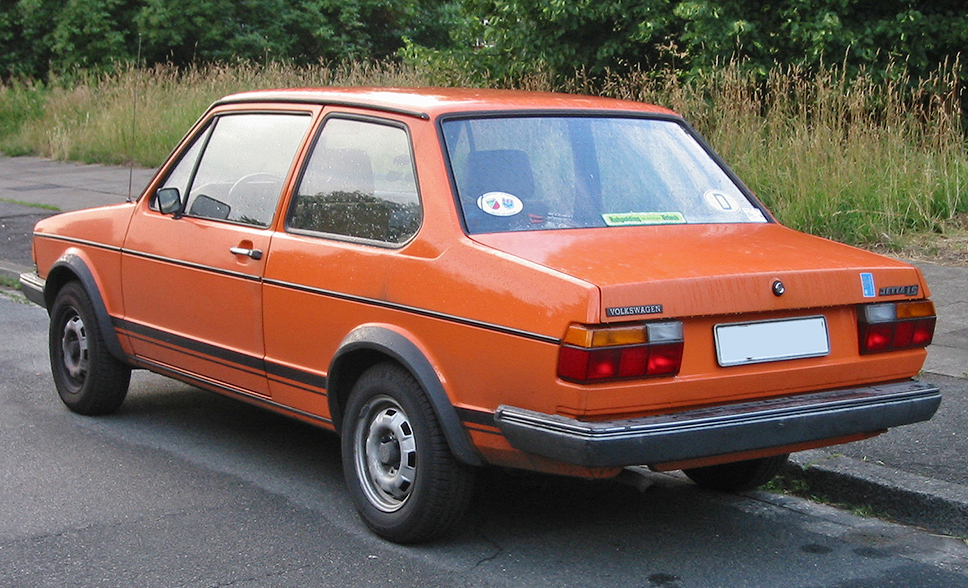
Volkswagen Jetta 1979-1984. Versión Alemana.

El Volkswagen Jetta en su primera generación tuvo su presentación mundial en el Salón Internacional del Automóvil de Frankfurt en septiembre de 1979. Su producción comenzó en septiembre de 1979 en la planta de Wolfsburg. Su introducción en el mercado norteamericano fue a principios de 1980. Se produjo como sedán de 2 y 4 puertas con cajuela separada. Al igual que el Volkswagen Golf I fue diseñado por Giorgio Giugiaro de la compañía de diseño Italdesign. Este vehículo tiene un diseño similar al Volkswagen Voyage conocido en Argentina como Gacel. En México fue conocido como Volkswagen Atlantic. Los motores disponibles variaban considerablemente en función de los distintos mercados. Estos iban desde un motor de 4 cilindros en línea, volumen de 1.1 L, potencia de 37 kW (50 CV); hasta el motor de 1.8 L, 82 kW (112 CV) y 150 Nm (111 libras pie) de torsión. Algunos de éstos traían carburadores, mientras que otros (primordialmente para el mercado estadounidense) tenían inyección electrónica de combustible Bosch K or KE Jetronic (de Robert Bosch GmbH). Los motores diésel eran un 1.6 L de 37 kW (54 CV) y su correspondiente versión turboalimentada que producía 51 kW (70 CV) y 130 Nm (96 libras pie) de torsión.
Volkswagen consideró producirlo para Estados Unidos en una planta localizada en Sterling Heights, Míchigan. Sin embargo, debido a que las ventas de Volkswagen menguaban en Norteamérica, esta decisión fue pospuesta. Por lo tanto, esta planta fue vendida a Chrysler en 1983 quien todavía la tiene en operación. Esta generación también se produjo en Bosnia bajo la alianza Tvornica Automobila Sarajevo (TAS) para los mercados de los Balcanes.
Los comentarios de la prensa hacia este auto generalmente fueron muy positivos, destacando su nivel de estabilidad en el manejo, sin embargo sus puntos negativos se centraron en la dureza de su dirección (justo como sucedía con su hermano el Golf) debido a que no contaba con dirección hidráulica, sobre todo a la hora de estacionarse. El sistema de frenos presentaba buena respuesta, aunque se notaba cierta fatiga con el tiempo. La marcha era firme al estilo de los grandes coches alemanes, su suspensión absorbía muy bien las irregularidades de los caminos. Donde las reseñas variaban era en el nivel de ruido, algunas mencionaban que el auto era silencioso, mientras otras opinaban que el motor contribuía a un nivel alto de ruido. La crítica calificó sus asientos como cómodos, mas a su parecer no había suficiente espacio para la cabeza. Sus instrumentos y controles estaban bien localizados como el velocímetro y ciertos interruptores como el de las luces, sin embargo algunos otros no estaban al alcance de la mano. La prensa especializada encontró el espacio para el equipaje muy generoso, tomando en cuenta sus dimensiones exteriores, adicionalmente, varios espacios de almacenamiento le proporcionaron funcionalidad. En las pruebas, este auto llegó a tener tan buenas reseñas como autos más costosos como los Volkswagen Passat I/Dasher y los Audi 80/Fox/4000.

### Motorizaciones
| Acabados                       | C/CL/GL               | C/CL/GL               | LS/C/CL/GL                                        | CL/GL                                             | LI/CLI/GLI                 | GTI                        | GTI 16v                      |           |           |           |           |           |           |           |           |
| Periodo                        | 1981-1984             | 1984-1991             | 1984-1991                                         | 1984-1991                                         | 1984-1991                  | 1985-1991                  | 1988-1991                    |           |           |           |           |           |           |           |           |
| Identificación del motor       | GG                    | GF                    | JB                                                | FP                                                | CE                         | DX                         | -                            |           |           |           |           |           |           |           |           |
| Tipo de motor                  | L4 8v, carburación    | L4 8v, carburación    | L4 8v, carburación                                | L4 8v, carburación                                | L4 8v, inyección monopunto | L4 8v, inyección monopunto | L4 16v, inyección multipunto |           |           |           |           |           |           |           |           |
| Diámetro x carrera             | 69.5 mm x 72.0 mm     | 75.0 mm x 72.0 mm     | 79.5 mm x 73.4 mm                                 | 79.5 mm x 80.0 mm                                 | 79.5 mm x 80.0 mm          | 81.0 mm x 86.4 mm          | 81.0 mm x 86.4 mm            |           |           |           |           |           |           |           |           |
| Cilindrada                     | 1093 cm³              | 1272 cm³              | 1457 cm³                                          | 1588 cm³                                          | 1588 cm³                   | 1781 cm³                   | 1781 cm³                     |           |           |           |           |           |           |           |           |
| Potencia máxima: CV (kW) @ rpm | 50 CV (37 kW) @ 6000  | 60 CV (44 kW) @ 5600  | 70 CV (51 kW) @ 5600                              | 85 CV (63 kW) @ 5600                              | 110 CV (81 kW) @ 6100      | 112 CV (82 kW) @ 5800      | 136 CV (100 kW) @ 6000       |           |           |           |           |           |           |           |           |
| Par máximo: Nm @ rpm           | 82 Nm @ 3400          | 95 Nm @ 3500          | 110 Nm @ 2500                                     | 125 Nm @ 3800                                     | 140 Nm @ 5000              | 150 Nm @ 3500              | 164 Nm @ 3500                |           |           |           |           |           |           |           |           |
| Tracción                       | Delantera             | Delantera             | Delantera                                         | Delantera                                         | Delantera                  | Delantera                  | Delantera                    | Delantera | Delantera | Delantera | Delantera | Delantera | Delantera | Delantera | Delantera |
| Transmisión                    | Manual, 4 velocidades | Manual, 4 velocidades | Manual, 4 velocidades / Automática, 4 velocidades | Manual, 4 velocidades / Automática, 4 velocidades | Manual, 5 velocidades      | Manual, 5 velocidades      | Manual, 5 velocidades        |           |           |           |           |           |           |           |           |
| Peso                           | 805-830 kg            | 805-830 kg            | 825-850 kg                                        | 825-850 kg                                        | 865-890 kg                 | 865-890 kg                 | 865-890 kg                   |           |           |           |           |           |           |           |           |
| Aceleración (0-100 Km/h)       | 17.2 s                | 15.0 s                | 13.3 s                                            | 12.0 s                                            | 9.6 s                      | 9.6 s                      | 9.2 s                        |           |           |           |           |           |           |           |           |
| Velocidad máxima               | 142 Km/h              | 147 Km/h              | 156 Km/h                                          | 166 Km/h                                          | 178 Km/h                   | 178 Km/h                   | 195 Km/h                     |           |           |           |           |           |           |           |           |
| Consumo combinado (L/100 Km/h) | 8.0                   | 9.5                   | 10.0                                              | 9.5                                               | 10.5                       | 10.0                       | 10.0                         |           |           |           |           |           |           |           |           |

| Acabados                       | C/CL/GL                                       | C/CL/GL               |           |           |           |           |           |           |
| Periodo                        | 1981-1991                                     | 1984-1989             |           |           |           |           |           |           |
| Identificación del motor       | CR/JK                                         | CY                    |           |           |           |           |           |           |
| Tipo de motor                  | L4 8v                                         | L4 8v, turbo          |           |           |           |           |           |           |
| Diámetro x carrera             | 76.5 mm x 86.4 mm                             | 76.5 mm x 86.4 mm     |           |           |           |           |           |           |
| Cilindrada                     | 1588 cm³                                      | 1588 cm³              |           |           |           |           |           |           |
| Relación de compresión         | 23.0: 1                                       | 23.0: 1               |           |           |           |           |           |           |
| Potencia máxima: CV (kW) @ rpm | 54 CV (40 kW) @ 4800                          | 70 CV (51 kW) @ 4500  |           |           |           |           |           |           |
| Par máximo: Nm @ rpm           | 98 Nm @ 2300                                  | 130 Nm @ 2600         |           |           |           |           |           |           |
| Tracción                       | Delantera                                     | Delantera             | Delantera | Delantera | Delantera | Delantera | Delantera | Delantera |
| Transmisión                    | Manual, 4 velocidades / Manual, 5 velocidades | Manual, 5 velocidades |           |           |           |           |           |           |
| Peso                           | 1358-1390 kg                                  | 1358-1390 kg          |           |           |           |           |           |           |
| Aceleración (0-100 Km/h)       | 17.2 s                                        | 14.0 s                |           |           |           |           |           |           |
| Velocidad máxima               | 141 Km/h                                      | 160 Km/h              |           |           |           |           |           |           |
| Consumo combinado (L/100 Km/h) | 6.5                                           | 7.5                   |           |           |           |           |           |           |

### Volkswagen Atlantic (México) (1981-1987)

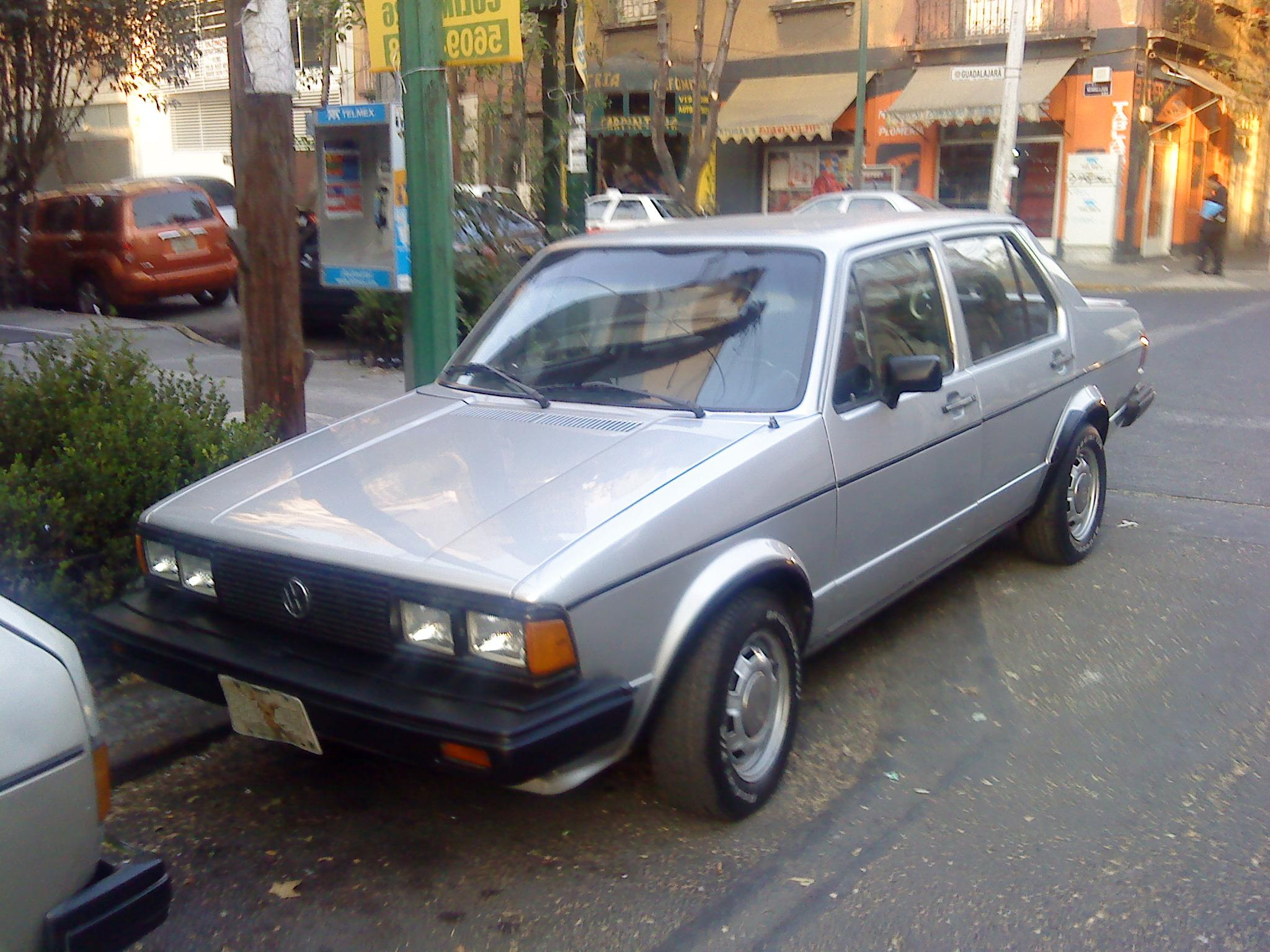
Volkswagen Atlantic GL 1986.

El Volkswagen Atlantic se introdujo al mercado mexicano en febrero de 1981. El mercado mexicano juvenil recibió este modelo de muy buen agrado debido a los excelentes antecedentes que le habría brindado hasta entonces su modelo hermano hatchback: el Caribe. En este momento el competidor directo para el Atlantic en dicho mercado, era únicamente el sedán Renault 18, debido a su similitud en precios y prestaciones, no obstante, este último presentaba dimensiones un poco mayores, más tarde el Nissan Tsuru en su primera generación que vendida en el país también se convirtió en una competencia por un tiempo hasta la aparición de la segunda generación.
En su primer año, el Atlantic tenía un motor 1.6 L y 66 CV (SAE) con transmisión manual de 4 velocidades y automática opcional de 3 velocidades. Se comercializó en versiones Atlantic Normal y Atlantic GL. Para 1982, el motor 1.7 L y 69 CV (SAE) reemplaza al 1.6, y la versión Normal es renombrada como Atlantic L. En estos dos primeros años, el tablero era el mismo del Rabbit que se vendió en esos años en Estados Unidos. Para 1983, el Atlantic cambia colores y vestiduras, y la versión L es reemplazada por una versión Atlantic C con menor equipo para afrontar la crisis económica que aquejaba a México en aquel entonces. Asimismo, recibe el tablero del Golf europeo de 1980.
En mayo de 1984 aparece la versión Atlantic GLS que equipaba un motor 1.8 L con carburador de doble garganta con potencia de 85 CV, y las mismas opciones de transmisión del motor 1.7 L, teniendo al interior asientos deportivos tapizados en tela "tweed" color gris. Esta última versión es especialmente recordada entre el público mexicano dadas sus excelentes prestaciones. En 1986 el motor 1.8 L y 69 CV sustituye al 1.7 L.

#### Ediciones especiales
En 1983 hubo una edición especial sin nombre que estaba pintada en color Aubergine Metálico con vestiduras en "tweed" Gris con Aubergine, compartiendo colores y acabados con el Volkswagen Sedán de edición limitada conocido como el "Aubergine Käfer" en Alemania. Este Atlantic GL tenía rines de acero pintados al color de la carrocería con tapones centrales cromados. A principios de 1987 aparecen dos ediciones especiales. El Atlantic Hit, pintado en color Azul Mediterráneo metálico con un interior (inclusive la vestidura de velour con vinyl y el techo interior) en azul claro. estaba basado en el Atlantic C. El Atlantic Topic, estaba basado en el Atlantic GLS, estuvo disponible en Rojo Tornado y Negro Onix, con interior (incluyendo los asientos deportivos tapizados en color negro con franjas horizontales grises y el techo interior) en negro, rines de aluminio 13" como equipo de serie. Finalmente, el Atlantic es reemplazado en mayo de 1987 por el Jetta II.

### Volkswagen Jetta / Fox (Sudáfrica)  (1981-1994)
El Jetta de primera generación continuó su producción y venta en Sudáfrica posterior a la introducción de la segunda generación, con el frontal del Golf y bajo el nombre de Fox.